# Astronawigacyjny system kierowania
Astronawigacyjny system kierowania - sposób kierowania obiektem latającym według założonego programu lotu polegający na określaniu jego położenia w przestrzeni względem ciał niebieskich. Zmiana założonych parametrów wywołuje odpowiedni sygnał w układzie sterowania, korygujący położenie obiektu.